# Ritha Elmholt
Ritha Elmholt (født 1947 i Egernførde, Tyskland som Roswitha Ceglars) er en dansk-tysk forfatter og kunstmaler.

## Biografi
Hun har rødder i det danske mindretal i Sydslesvig og har dansk realeksamen fra Hjort Lorenzen-Skolen i Slesvig by, efterfulgt af en handelsuddannelse. Hun har også været elev på Krabbesholm Højskolen i Skive.
I 1978–82 gennemførte hun et kunststudium på Muthesius Hochschule i Kiel. Her blev hun blandt andet undervist af maleren Harald Duwe, den grafiske kunstner Ekkehard Thieme (modtager af Lukas Cranach Prisen) og Gottfried Brockmann, som var student af Paul Klee. I 2000-02 boede hun i Columbus, Ohio i USA, hvor hun studerede på CSC College.
For tiden bor og arbejder Ritha Elmholt i Sydslesvig.

## Udgivelser
Hun har publiceret kortprosa på tysk i diverse antologier, f.eks. i Jahrbuch d. Heimatvereins Eckernförde 1998/99/2001, ECKERNFÖRDER LESEBUCH 2002, Mohland Anthologie 2005/06/07, og hendes første egen udgivelse i form af
Morgengedeck, som udkom i 2004.

## Udstillinger
Herunder følger et udsnit af Elmholts udstillinger.
- 1989 Dream Factory, Kiel
- 1996 TOZ (Teknisk Økologisk Center), Egernførde
- 1997 Ansgar Kirken, Flensborg
- 1997 Amtsgaarden, Åbenrå
- 1999 Ejvind Berggrav-Center, Altenholz-Stift
- 1999 Flensborg Avis, Flensborg
- 2000 Art Gallery Listhusi Ofeig, Reykjavik, Island
- 2001 Gallery art impressions, Columbus, USA
- 2002 diverse katolske og lutherske Kirker, Nordtyskland
- 2002 Gallery 853, Columbus, USA
- 2003 Landgut Traventhal, Tyskland
- 2004 Gallery 853 Columbus, USA
- 2005 Traventhal Museum, udstilling af tegninger vedrørende en elskovssommer af dronning Caroline Mathilde og Johann Friedrich Struensee i 1770
- 2007 Aventoft danske Kirke, Tyskland